# فيراري 365

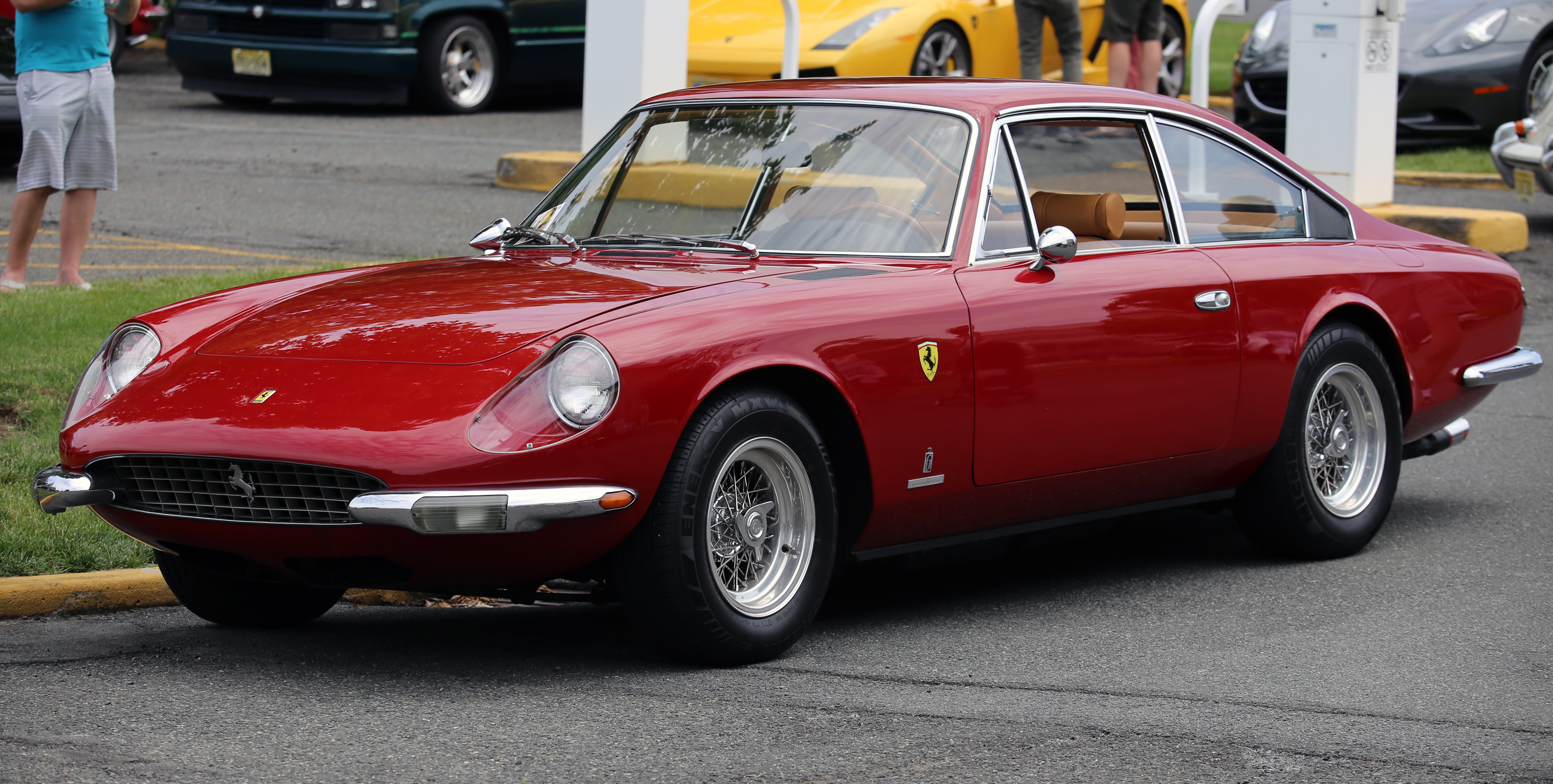
فيراري 365 من نوع جي تي 2+2

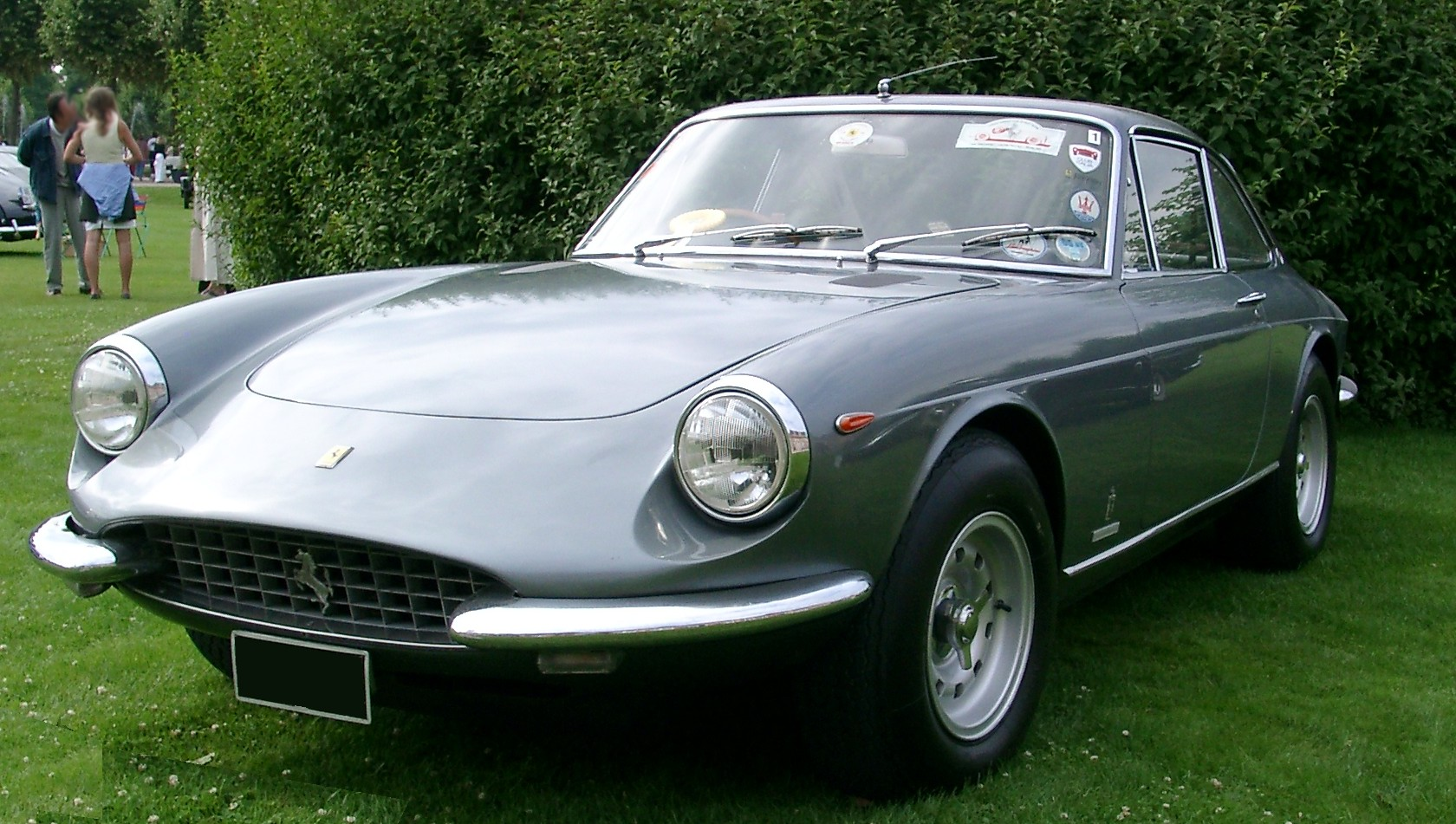
سيارة فيراري 365 من نوع جي تي سي

فيراري 365 (بالإنجليزية: Ferrari 365)‏ ، هي موديل السيارة التي أنتجها شركة فيراري الإيطالية، وذلك بداً من عام 1966 إلى عام 1970م.

## أنواع مركبة فيراري 365
صنعت مركبة فيراري 365 3 مرات وذلك حسب المواصفات التالية:

### 365 كاليفورنيا
أنتجت السيارة من نوع 365 كاليفورنيا عامي 1966 و1967 حوالي 14 سيارة، وقد صممه المهندس الأمريكي توم تجاردا ، وذلك عن طريق شركة تصاميم السيارات الإيطالي بينينفارينا ، وهي سيارة مفتوحة.

### 365 جي تي 2+2
هي السيارة الثانية لسيارة 365 من نوع جي تي 2+2 ، وقد صممه الإيطالي الدو بروفاروني، وأنتجت نحو 800 سيارة بين عام 1968 إلى 1970م.

## 365 جي تي سي وجي تي إس
هي السيارة الثالثة والأخيرة من صناعة السيارة الثالثة لفيراري 365 وهي من نوع سيارة كوبيه ، وقد أنتجت عام 1968 وتوقفت عام 1970 ، فسيارة 365 جي تي سي أنتجت نحو 168 سيارة، وسيارة 365 من نوع جي تي إس أنتجت نحو عشرون سيارة فقط.